# کالج بویس
کالج بویس یک کالج خصوصی مسیحی باپتیست واقع در محله کرسنت هیل لوئیزویل، کنتاکی است. این مدرسه به کنوانسیون باپتیست جنوبی وابسته است. کالج بویس در سال ۱۹۹۸ توسط آر آلبرت مولر جونیور به عنوان مدرسه مذهبی باپتیست جنوبی تأسیس شد و اعتبار خود را از انجمن کالج‌ها و مدارس جنوبی و انجمن مدارس الهیات در ایالات متحده و کانادا دریافت کرد.